# Етапи статистичного дослідження
Етапи статистичних досліджень
Будь-яке статистичне дослідження складається з шести етапів.
Етап 1. Статистичне дослідження починається з формування первинної статистичної інформаційної бази по обраному комплексу показників.
Проведення статистичних спостережень.
Використання офіційних державних і корпоративних (фірмових) джерел.
Використання наукових статистичних досліджень в журналах, газетах, монографіях і т.д.
Використання електронних засобів інформації (Internet, CD, дискет, та ін.)
Етап 2. Первинне узагальнення і групування статистичних даних.
Зведення, угруповання, гістограми, полігони, кумуляти (огіва), графіки розподілу частот (частковостей).
Формування рядів динаміки та їх первинний аналіз. Графічний прогноз (з концепцією "оптиміст", "песиміст", "реаліст").
Розрахунок моментів К-го порядку (середніх, дисперсій, заходів скошеності, вимірювання ексцесу) з метою визначення показників центру розширення показників варіації, показників скошеності (асиметрії), показників ексцесу (гостровершинності).
Формування та первинні розрахунки складних статистичних показників (відносних, зведених багаторівневих).
Формування та первинні розрахунки індексних показників.
Етап 3. Наступний етап статистичного дослідження включає економічну інтерпретацію первинного узагальнення.
Економічна та фінансова оцінка об'єкта аналізу.
Формування тривоги (задоволення) економічних і фінансових ситуацій.
Попередження про наближення до пороговим статистичним значенням в прикладних, як правило, макроекономічних завданнях.
Диверсифікація первинного статистичного узагальнення отриманих прикладних результатів по ієрархії влади, партнерства, бізнесу.
Етап 4. Комп'ютерний аналіз первинних і узагальнених розширених (об'ємних) статистичних даних.
Аналіз варіації розширених статистичних даних.
Аналіз динаміки розширених статистичних даних.
Аналіз зв'язків розширених статистичних даних.
Багатовимірні зведення та угруповання.
Етап 5. Комп'ютерне прогнозування за обраними найбільш важливих напрямків.
Метод найменших квадратів (МНК).
Ковзні середні.
Технічний аналіз.
Уявлення зведеного аналізу та варіантів прогнозу з рекомендаціями про внесення корективів в управління та інвестиції.
Етап 6. Узагальнений аналіз отриманих результатів та перевірка їх на достовірність за статистичними критеріями.
Етап 7. Завершальним етапом статистичного дослідження є прийняття управлінського рішення.
1. ↑  3. Етапи статистичного дослідження. StudFiles (рос.). Процитовано 19 квітня 2023.
2. ↑  Mammedov, Dadaş (3 серпня 2021). Етапи статистичного дослідження. www.wiki-data.uk-ua.nina.az (укр.). Процитовано 19 квітня 2023.